# میپل پیکچرز
میپل پیکچرز (انگلیسی: Maple Pictures) شرکت فیلم‌سازی آمریکایی است، که در سال ۲۰۰۵ تأسیس شد. 